# Amir Ali Azarpira
Amir Ali Azarpira (em persa: امیرعلی آذرپیرا; Teerã, 26 de março de 2002) é um lutador de estilo-livre iraniano.

## Carreira
No evento de 97 kg, Amir ali Azarpira derrotou Vasil Poliuchanka da Bielorrússia com uma pontuação de 5-0 na primeira rodada. Na rodada seguinte, nas quartas de final, ele derrotou Zuriko Ortashvili da Geórgia com uma pontuação de 5-3 e avançou para as semifinais. Azarpira venceu Jonathan AIELLO dos Estados Unidos com uma pontuação de 9-0 nesta fase e chegou à final. Na luta final, ele derrotou Rado Lifter, o medalhista de prata do Campeonato Europeu de Luta Livre Sub-23 da Moldávia, com uma pontuação de 7-3 e ganhou a medalha de ouro.
No evento de 97 kg, Amir ali Azarpira derrotou Vasyl Sova da Ucrânia com uma pontuação de 12–2 na primeira rodada e avançou para as quartas de final. Nesta rodada, ele derrotou Richard Vagh da Hungria com uma pontuação de 10-0 e chegou às semifinais. Azarpira venceu Ertugrul Agca da Alemanha com uma pontuação de 8–0 nesta partida e chegou à final. Na partida final, ele derrotou Tanner Sloan dos Estados Unidos com uma pontuação de 5-3 e ganhou a medalha de ouro.
Em 2022, Amir ali Azarpira foi o único lutador nacional no evento de 97 kg a participar deste torneio internacional e foi capaz de demonstrar um desempenho excepcional. Ele derrotou a equipe japonesa com uma pontuação de 13-2 e derrotou Batyrbek Tsakulov, o vice-campeão mundial no Campeonato Mundial de Wrestling de 2022 em Belgrado, com uma pontuação de 10-0 na equipe do World Wrestling Stars, que foi formada pela United World Wrestling dos melhores lutadores do mundo. Com esses excelentes resultados, ele foi dispensado de participar do campeonato iraniano de 1401, que é a primeira fase de qualificação para os campeonatos mundial e asiático, junto com Ali Savadkuhi. Ele também está entre os lutadores nacionais selecionados para participar do Torneio de Classificação de Zagreb, na Croácia, que será realizado de 12 a 16 de fevereiro de 2023. Ele competiu no Torneio de Qualificação Olímpica de Luta Livre Asiática de 2024 em Bishkek, Quirguistão, e conquistou uma vaga para o Irã nas Olimpíadas de Verão de 2024 em Paris, França. Ele ganhou uma das medalhas de bronze no evento masculino de 97 kg nas Olimpíadas.